# Muhu (obec)
Obec Muhu (estonsky Muhu vald) je samosprávná obec, náležející do estonského kraje Saaremaa. Její území tvoří ostrov Muhu a jej obklopující menší ostrovy a ostrůvky.

## Sídla
V obci žije přibližně devatenáct set obyvatel v celkem 52 vesnicích (Aljava, Igaküla, Hellamaa, Kallaste, Kantsi, Kapi, Kesse, Koguva, Kuivastu, Külasema, Laheküla, Lalli, Leeskopa, Lehtmetsa, Lepiku, Levalõpme, Liiva, Linnuse, Lõetsa, Mõega, Mõisaküla, Mäla, Nautse, Nurme, Nõmmküla, Oina, Paenase, Pallasmaa, Piiri, Põitse, Pädaste, Päelda, Pärase, Raegma, Rannaküla, Raugi, Rebaski, Ridasi, Rinsi, Rootsivere, Rässa, Simisti, Soonda, Suuremõisa, Tamse, Tupenurme, Tusti, Vahtraste, Vanamõisa, Viira, Võiküla a Võlla). Správním centrem obce je vesnice Liiva.